# Peter Stuyvesant
Peter Stuyvesant, o Petrus Stuyvesant (Peperga, 1612 – New York, 1672), è stato un politico e mercante olandese.
Peter Stuyvesant è conosciuto per essere stato l'ultimo governatore olandese della colonia dei Nuovi Paesi Bassi e per aver tentato di resistere all'occupazione inglese di Nuova Amsterdam, la futura città di New York.
Oggi Peter Stuyvesant dà il nome ad un marchio di tabacchi, la "Peter Stuyvesant cigarettes Ltd", con sede in Germania, ed al quartiere Bedford-Stuyvesant, nel borough di Brooklyn, nella città statunitense di New York.

## Biografia
Stuyvesant nacque nel 1612 a Peperga, nei Paesi Bassi, da una relazione del ministro Balthazar Johannes Stuyvesant con Margaretha Hardenstein. Lasciò presto la città natale per studiare filosofia a Franeker. Nel 1635 entrò nella Compagnia olandese delle Indie occidentali arrivando ad assumerne la direzione nel 1642. In questa veste, nel 1644 condusse l'attacco a Saint Martin, durante il quale si ferì alla gamba destra, in seguito amputata (per questo motivo gli affibbiarono il soprannome di "Gamba di legno").
Nel 1645 venne nominato governatore della colonia olandese nel nuovo mondo. Vi instaurò un governo autoritario, restringendo in particolare le libertà religiose, soprattutto a danno della comunità ebraica.

### La fine della colonia
I pericoli per la colonia olandese venivano dall'esterno. A sud vi era la Nuova Svezia, fondata nel 1638. Nel 1654 gli svedesi attaccarono un fortino olandese, e Stuyvesant rispose inviando una flotta lungo il fiume Delaware, che conquistò tutte le piazzeforti svedesi, costringendo la Nuova Svezia alla resa e all'annessione nel 1655. 
Successivamente, sorse un conflitto con la Nuova Inghilterra. Nel 1653 scoppiò una guerra tra le due nazioni madri, l'Inghilterra e le Province Unite. Le difese della capitale della colonia, Nuova Amsterdam, furono consolidate con un muro fortificato (nel sito dell'attuale Wall Street). Nel 1654 Oliver Cromwell, a capo dell'Inghilterra, pose fine alla guerra e promise di non attaccare le colonie olandesi. Tuttavia, quando Carlo II d'Inghilterra tornò sul trono, puntò ad impossessarsi di territori olandesi per "offrirli" al fratello, il Duca di York. Nel 1664, agli ordini del duca, il colonnello Richard Nicolls guidò una spedizione con quattro navi da guerra. Nicholls propose ai coloni olandesi di arrendersi in cambio di 50 acri (202 000 m²) di terreno a testa, in modo da diventare proprietari terrieri. Sotto la pressione dei coloni stessi e degli inglesi, Stuyvesant si rassegnò a firmare la resa della colonia agli inglesi l'8 settembre 1664, senza aver davvero combattuto. Da allora Nuova Amsterdam venne chiamata New York, in onore del duca di York.
Nel 1665 Stuyvesant fece ritorno in patria per riferire sul suo mandato come governatore, poi tornò a Manhattan. Trascorse il resto della sua vita in una fattoria appena acquistata ai confini della città.
Morì nell'agosto del 1672 e il suo corpo fu sepolto in una cappella della chiesa Saint Mark, da lui fatta costruire, ubicata nell'odierno East Village a New York.